# A Chaos of Desire
A Chaos of Desire è il quarto album discografico del gruppo rock statunitense Black Tape for a Blue Girl, pubblicato nel 1991 dalla Projekt Records.

## Tracce
Testi e musiche di Sam Rosenthal.
1. These Fleeting Moments – 5:59
2. A Chaos of Desire – 5:17
3. Pandora's Box – 4:31
4. Tear Love from My Mind – 6:08
5. The Hypocrite Is Me – 9:00
6. Beneath the Icy Floe – 6:34
7. We Watch Our Sad-eyed Angel Fall – 5:32
8. One Last Breath – 3:21
9. Of These Reminders – 8:49
10. How Can You Forget Love? – 4:12
11. Chains of Color – 2:28
12. Could I Stay the Honest One? – 5:21

## Formazione
- Sam Rosenthal - tastiere, voce
- Oscar Herrera - voce, chitarra
- Julianna Towns - voce
- Vicky Richards - violino
- J'Anna Jacoby - violino
- Padraic Ogl - chitarra
- Sue-Kenny Smith - chitarra, voce